# Kommuna
Kommuna er et ubådsbjærgingfartøj i Ruslands sortehavsflåde. Skibet er en dobbeltskroget katamaran og blev bygget på Putilov-værftet (nu Kirov-værftet) i St. Petersborg i november 1912 under navnet "Volkhov". Skibet blev søsat det følgende år og hejste kommando den 14. juli 1915. Skibet fik sit nuværende navn "Kommuna" den 31. december 1922. Kommuna har tjent i Kejserriget Ruslands flåde, Sovjetunionens flåde og nu i Ruslands flåde. Skibet har taget del i den russiske revolution samt både første og anden verdenskrig.

## Historie
Ideen om at bygge et specialiseret redningsfartøj til undervandsbåde blev forelagt admiralstaben i juni 1909 af V. A. Merkushov, chefen for ubåden "Kefal" fra den sibirske flotille. I sit memorandum henviste han til det tyske unbervandsbådsbjærgningskib SMS Vulkan, som han havde stiftet beskendtskab med under sin tjeneste i Østersøen. Disse erfaringer kom blandt andet fra forskelligt faglitteratur og fra søofficerer som havde været med til modtagelsen nybyggede russiske undervandsbåde på Germaniawerft i Kiel.
Kontrakten på bygningsordre 3559 blev vundet af Putilov-værftet fra generaldirektoratet for skibsbygning den 30. december 1911. Kontrakten blev underskrevet den 5. maj 1912. Køllægningen fandt sted den 12. november 1912 under overværelse af marinearkitekt N.V. Lesnikova. Den 17. november 1913 blev skibet søsat under navnet "Volkhov" og hejste kommando i Østersøflåden den 15. juli 1915.
Volkhovs første basehavn blev Reval hvor den tjeneste som et depotskib med lagerplads til 10 torpedoer, 50 ton brændstof samt plads til at underbringe ubådsbesætninger på op til 60 personer. Som depotskib foretog skibet støtteoperationer for britiske E- og C-klasse undervandsbåde foruden russiske ubåde.
Volkhov foretog den første vellykkede bjærgning af en undervandsbåd i sommeren 1917, hvor man hævede en Amerikanskij Golland (Holland)-klasse undervandsbåd (AG-15), som var gået ned nær Åland. Den 24. september 1917 hævede Volkhov undervandsbåden "Edinorog" (Bars-klassen) fra 13,5 meters dybde.
I slutningen af 1917 deltog Volkhov i den russiske borgerkrig, hvor den støttede de sovjetiske undervandsbåde i Østersøen. Den 31. december 1922 (få dage efter underskrivelsen af den sovjetiske unionsaftale) blev skibet omdøbt til "Kommuna". Under det nye navn fortsatte skibet tjenesten i Østersøen og slukkede blandt andet en ildebrand om bord i undervandsbåden Zmeya, hævede kurérskibet Kobchik og båden Krasnoarmejets. I midten af 1928 hævede Kommuna den britiske ubåd L55 som var blevet sænket i Finske bugt i juni 1919. Hævningen foregik fra 62 meters dybde og L55 blev efterfølgende brugt som prototype for den nye Leninets-klasse undervandsbåd. I den følgende tid hævede Kommuna også en slæbebåd, en torpedobåd og et fly.
Efter den tyske invasion i juni 1941 blev Kommuna flyttet til Kronstadt, hvor den, på trods af de omfattende bombardementer, forrettede tjeneste igennem belejringen af Leningrad. I marts 1942 bjærgede Kommuna fire KV kampvogne, to traktorer og 31 andre køretøjer der var faldet igennem isvejen "Livets Vej" på Ladoga-søen, som var Leningrads eneste forsyningsrute under den tyske belejring. Samme år reparerede besætningen på Kommuna også seks M-klasse ubåde, hævede undervandsbåden 411 (Shchuka-klassen), slæbebåden Austra, skonnerterne "Trud" og "Vodoley-2" samt flere andre fartøjer. I februar 1943 blev Kommuna sendt til Volga hvor man hævede slæbebåden "Ivan" og et Iljusjin Il-2 fly. I 1944 hævede Kommuna i alt 14 vrag på i alt 11.767 ton, og reparerede i alt 34 andre skibe.
Efter krigen fortsatte skibet tjenesten og i 1954 blev skibets motorer udskiftet med mere moderne nederlandske motorer. I november 1956 lokaliserede Kommuna undervandsbåden M-200 og i oktober 1957 hævede man undervandsbåden M-256.
I 1967 forlagde skibet fra Østersøen til Sortehavet hvor det blev ombygget for i alt 11 mio. rubler og blev i stand til at kunne bære undervandsfartøjer. I 1974 blev skibet udstyret med et Type AS-6 "Poisk-2" undervandsfartøj som den 15. december 1974 foretog et rekorddyk til en dybde på 2026 meter. I 1977 benyttede man Kommuna i eftersøgningen af en Sukhoj Su-24 Fencer som styrtede og sank ud for Kaukasien på en dybde af 1.700 meter.
I 1984 blev skibet lagt op med henblik på at blive overført til det sovjetiske videnskabsakademi. Overførslen blev dog annulleret og i mellemtiden var skibet blevet udsat for omfattende plyndringer, skibet måtte derfor undergå en omfattende restaurering før det kunne tilbageføres til aktiv tjeneste. I 1999 blev skibet omklassificeret fra "ubådsbjærgningsfartøj" til "redningsskib".
I oktober 2009 blev Kommuna udstyret med en britisk-bygget redningsubåd (DSRV), Pantera Plus, som kan operere på dybder ned til 1.000 meter. I januar 2012 blev Kommuna en del af den russiske redningsskibsgruppe baseret i Sevastopol.